# 巨勢至忠
巨勢 至忠（こせ ゆきただ）は、江戸時代中期の旗本。土岐朝澄の子。巨勢至信の婿養子。官位は従五位下・伊豆守、日向守。

## 生涯
延享2年（1745年）、初めて徳川吉宗に御目見し、宝暦元年（1751年）に旗本寄合席に列した。宝暦3年（1753年）に定火消となり、布衣の着用を許された。宝暦9年（1759年）、江戸城西城に勤めて小姓組番頭に昇進し、従五位日向守に叙せられた。宝暦11年（1759年）に江戸本城勤務となり、御書院番の番頭となった。明和3年（1766年）、御側に昇進し、安永5年（1776年）には徳川家治の日光山行幸にも付き添っている。
安永7年（1778年）12月16日、病を得て役職を退こうとしたものの許されず、心を落ち着けて療養すべしと、命令を受けた。3日後の12月19日に死去、享年52。

## 系譜
- 父：土岐朝澄
- 母：江原全玄娘
- 養父：巨勢至信
- 正室：巨勢至信次女
- 継室：毛利高慶娘
- 生母不明の子女
  - 男子：巨勢利貞 - 病弱につき家督を継がず
- 養子
  - 男子：巨勢至健 - 松平忠刻の四男、忠睦
  - 男子：巨勢至方 - 大岡忠光の三男
  - 男子：巨勢至親 - 板倉勝興の三男
  - 女子：巨勢至親室 - 実父は土岐朝貞、巨勢至健室→巨勢至方室→巨勢至親室

## 参考
- 「寛政重脩諸家譜. 第8輯」（1923年）